# Gospodarz paryski

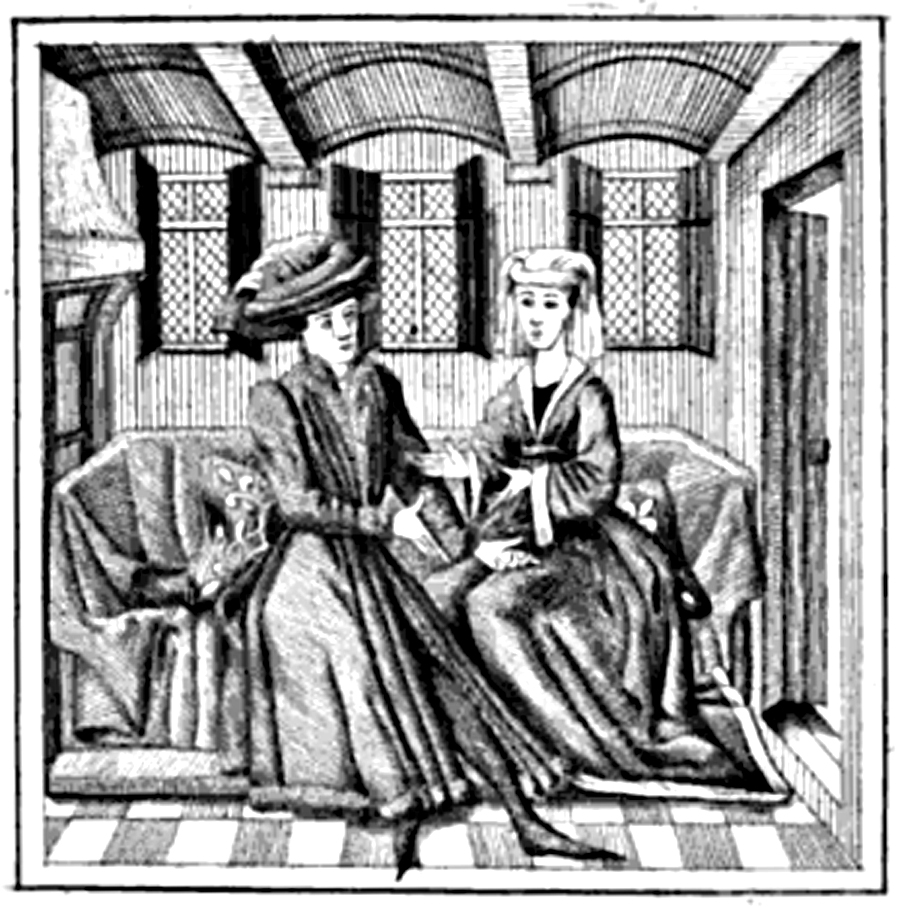
Ilustracja do Gospodarza paryskiego, XV wiek

Gospodarz paryski (Le Ménagier de Paris) – pochodzący z końca XIV wieku rękopiśmienniczy poradnik dla kobiet, napisany w formie pouczeń kierowanych przez paryskiego mieszczanina Arnulfa do jego piętnastoletniej, nowo zaślubionej żony. Zawiera duży dział poświęcony prowadzeniu gospodarstwa domowego, przez co stanowi znaczące źródło historyczne dokumentujące życie zamożnego paryskiego mieszczaństwa na początku panowania Karola VI. Ze względu na bogaty zbiór przepisów kulinarnych jest też jedną z zachowanych średniowiecznych książek kucharskich, a jednocześnie pierwszą dotyczącą kuchni mieszczańskiej, nie zaś pańskiej.

## Struktura i tematyka
Zawierający 19 "przykazań" dla dobrej żony prolog zapowiada trzy główne tematy książki: obowiązki wobec Boga i męża, prowadzenie domu oraz właściwe rozrywki i zabawy. Rozdziały o gospodarstwie domowym omawiają kwestię najmowania i nadzoru nad służbą, przygotowywanie posiłków łącznie z dyspozycją potraw, układaniem menu i zakupami, a także dają wskazówki dotyczące prac ogrodniczych i hodowli zwierząt (wielu zamożnych paryskich mieszczan prócz domu w mieście miało także grunt pod Paryżem) oraz różnego rodzaju drobne porady praktyczne. Ostatni dział traktuje o rozrywkach odpowiednich dla przyzwoitej i pochodzącej z dobrego domu kobiety i w dużej części poświęcony jest sokolnictwu. Prócz przyuczania ptaków do polowania jedyną godziwą zabawą żony może być gra w karty.

## Prowadzenie domu
Dom ukazany na kartach Gospodarza paryskiego jest domem bardzo zamożnym, jeśli nie wręcz bogatym. Świadczy o tym między innymi liczba służby, zarówno stałej, jak i dorywczej, której zatrudnieniu autor poświęca wiele miejsca. Zwraca też uwagę na jej właściwe traktowanie, a więc zapewnienie obfitego, choć prostego pożywienia oraz sprawowanie odpowiedniego nadzoru, przy czym szczegółowe wskazówki dotyczą młodych służących płci żeńskiej.
Dużą wagę autor Gospodarza... przywiązuje do sztuki kulinarnej, podając nie tylko liczne przepisy na różnorodne potrawy, ale i przykłady menu. I tak "skromny posiłek z dwóch dań" liczy ok. 20 potraw, w większości mięsnych. Inne jadłospisy są jeszcze bardziej wystawne i przekraczają 30 różnych potraw. Szczegółowo omówione jest przygotowanie uczty z okazji wesela, łącznie z zatrudnieniem dodatkowej służby, oraz zakupami, przy których podane są obowiązujące wówczas ceny niektórych produktów.
Pouczenia dotyczące prowadzenia domu uzupełniają różne drobne porady praktyczne, dotyczące m.in. usuwania plam, trucia myszy i szczurów czy pozbywania się pcheł.